# Ať stále vítězí Viktoria
„Ať stále vítězí Viktoria“ je skladba z roku 2012, která je hymnou fotbalového klubu FC Viktoria Plzeň. Píseň napsal plzeňský literát Milan Čechura.
Skladba byla vytvořena v roce 2012 jako součást soutěže klubu na hymnu klubu pořádané ve spolupráci s Radiem Kiss. Skladba ale vypadla ze soutěže a nepostoupila mezi postupující písně. Autor ovšem zveřejnil píseň na internetu a díky popularitě se nakonec v roce 2014 stala oficiální hymnou klubu.

## Souvislosti vzniku
Po přijetí hymny v roce 2014 Viktoria Plzeň natočila oficiální verzi hymny spolu s Plzeňskou filharmonií pod vedením dirigenta Tomáše Braunera.